# Aulonocara saulosi
Espèce
Synonymes
Statut de conservation UICN

 LC  : Préoccupation mineure
Aulonocara saulosi est une espèce de poissons d'eau douce de la famille des Cichlidae endémique du lac Malawi en Afrique. Cette espèce se rencontre dans son milieu entre 7 et 40 m de profondeur.

## Taille
Cette espèce mesure adulte une taille maximale avoisinant les 92 mm, parfois un peu plus en aquarium pour les plus vieux spécimens. Les femelles sont plus petites.

## Dimorphisme sexuel
Chez cette espèce, comme beaucoup d'autres Cichlidae, le dimorphisme sexuel est très marqué avec des mâles plus colorés et de plus grande taille que les femelles. Ces dernières ont une teinte terne, brune, grise ou argentée.

## Aquariophilie

### Alimentation
Une alimentation à base de vers rouges ou vers de vase est fortement déconseillée.

### Maintenance
Comme la plupart des espèces de poissons du lac Malawi une température comprise en 22 °C et 26 °C est nécessaire pour une bonne maintenance.

### Reproduction
Cette espèce est incubatrice buccale maternelle, les femelles gardent les œufs, larves et tout jeunes alevins environ trois semaines, protégés dans leur gueule (sans manger ou en filtrant très légèrement les micro-détritus). Les mâles peuvent se montrer très insistants dès les premières maturités sexuelles des femelles, il est préférable de maintenir cette espèce en groupes de plusieurs individus, de manière à diviser l'agressivité d'un mâle dominant sur plusieurs individus.

### Croisement, hybridation, sélection
Il est impératif de maintenir cette espèce (comme les autres espèces du genre Aulonocara) seule ou en compagnie d'autres espèces d'autres genres, mais de provenance similaire (lac Malawi). A noter que toutes les femelles de ce genre sont très semblables. Le commerce aquariophile a également vu apparaitre un grand nombre de spécimens provenant d'Asie notamment et aux couleurs des plus farfelues ou albinos. En raison de la sélection, hybridation et autres procédés chimiques et barbares de laboratoires.

## Étymologie
Son nom spécifique, saulosi, lui a été donné en l'honneur de Saulos Mwale (originaire de Salima au Malawi), plongeur travaillant chez Stuart M. Grant (1937-2007), exportateur de cichlidés, et qui a découvert de nombreux cichlidés du Malawi.

## Publication originale
- (en) Manfred K. Meyer, Rüdiger Riehl et Horst Zetzsche, « A revision of the cichlid fishes of the genus Aulonocara Regan, 1922 from Lake Malawi, with descriptions of six new species (Pisces, Perciformes, Cichlidae) », Courier ForschungsInstitut Senckenberg, vol. 94,‎ 1er juillet 1987, p. 7-53.